# Vương Tự (Tam Quốc)
Vương Tự (tiếng Trung: 王嗣; bính âm: Wáng Sì), tự Thừa Tông (承宗), là quan viên, tướng lĩnh nhà Quý Hán thời Tam Quốc trong lịch sử Trung Quốc.

## Cuộc đời
Vương Tự quê ở huyện Tư Trung, quận Kiền Vi thuộc Ích Châu. Trong những năm Diên Hi (238–257), Vương Tự được cử Hiếu liêm.
Năm 247, người Di ở huyện Bình Khang, quận Vấn Sơn nổi loạn. Triều đình lấy Vệ tướng quân Khương Duy đem quân đánh dẹp. Sau sự kiện trên, Vương Tự được bổ làm Đốc ở Tây An, kiêm Thái thú Vấn Sơn. Đất Vấn Sơn vốn hay nổi dậy, nên trọng trách của Tự không kém gì Lai Hàng Đô đốc, khi quản lý khu vực biên cương phía tây bắc của Quý Hán.
Vương Tự làm người trung hậu trung thực, dùng ân tín đối đãi các bộ lạc Khương, Hồ, khiến rất nhiều bộ lạc dũng mãnh khó thuần quy phụ; an định bắc cảnh, phong thêm chức An viễn tướng quân. Bấy giờ, tướng quân Khương Duy đề ra chủ trương dụ dỗ người Khương, Hồ làm vây cánh, để từ đó dần dần kiểm soát đất Lũng Tây. Hành động của Vương Tự có phần duy trì quan điểm của Duy. Nhờ Vương Tự thống trị tốt mà mỗi lần Khương Duy bắc phạt, các bộ lạc đều đem nhân lực, lương thực giúp đỡ quân Hán phạt Ngụy.
Vương Tự được thăng chức Trấn quân tướng quân, vẫn lĩnh quận như cũ. Cuối cùng, Tự theo Khương Duy viễn chinh, không may trúng tên, mấy tháng sau qua đời.
Tang lễ của Vương Tự, các tộc có hơn nghìn người đến đưa tang, khóc lóc thảm thiết. Con cháu của Tự được người Khương, Hồ xem như thân nhân, hoặc kết làm huynh đệ.

## Nhận xét
Trần Thọ trong Ích bộ kỳ cựu tạp ký khen rằng: Tự làm người mỹ hậu đốc chí, được mọi người tin yêu.

## Trong văn hóa
Vương Tự không xuất hiện trong tiểu thuyết Tam quốc diễn nghĩa của La Quán Trung.